# Marion (Míchigan)
Marion es una villa ubicada en el condado de Osceola en el estado estadounidense de Míchigan. En el Censo de 2010 tenía una población de 872 habitantes y una densidad poblacional de 241,69 personas por km².

## Geografía
Marion se encuentra ubicada en las coordenadas 44°5′59″N 85°8′27″O / 44.09972, -85.14083. Según la Oficina del Censo de los Estados Unidos, Marion tiene una superficie total de 3.61 km², de la cual 3.5 km² corresponden a tierra firme y (2.94%) 0.11 km² es agua.

## Demografía
Según el censo de 2010, había 872 personas residiendo en Marion. La densidad de población era de 241,69 hab./km². De los 872 habitantes, Marion estaba compuesto por el 98.28% blancos, el 0.11% eran afroamericanos, el 0.46% eran amerindios, el 0% eran asiáticos, el 0% eran isleños del Pacífico, el 0.11% eran de otras razas y el 1.03% pertenecían a dos o más razas. Del total de la población el 1.26% eran hispanos o latinos de cualquier raza.